# Lijst van koningen van Cyprus
Koningen van de kruisvaardersstaat Cyprus:
| Periode   | Naam                 | Afbeelding | Bijzonderheden                                                                                     |
| --------- | -------------------- | ---------- | -------------------------------------------------------------------------------------------------- |
| 1192-1194 | Guy van Lusignan     |            | ex-koning van Jeruzalem en heer van Cyprus.                                                        |
| 1194-1205 | Amalrik van Lusignan |            | ook Amalrik II van Jeruzalem                                                                       |
| 1205-1218 | Hugo I               |            | |
| 1218-1253 | Hendrik I            |            | |
| 1253-1267 | Hugo II              |            | |
| 1267-1284 | Hugo III             |            | ook (koning van Jeruzalem vanaf 1269) *Vanaf 1269 is het koninkrijk verenigd met dat van Jeruzalem |
| 1284-1285 | Jan I                |            | |
| 1285-1306 | Hendrik II           |            | (was laatste koning regent van Jeruzalem), In deze tijd ging het koninkrijk Jeruzalem verloren.    |
| 1306-1310 | Amalrik van Tyrus    |            | grijpt de troon                                                                                    |
| 1310-1324 | Hendrik II (opnieuw) |            | |
| 1324-1359 | Hugo IV              |            | |
| 1359-1369 | Peter I              |            | |
| 1369-1382 | Peter II             |            | |
| 1382-1398 | Jacobus I            |            | |
| 1398-1432 | Janus                |            | |
| 1432-1458 | Jan II               |            | |
| 1458-1464 | Charlotte            |            | |
| 1464-1473 | Jacobus II           |            | |
| 1473-1474 | Jacobus III          |            | |
| 1474-1489 | Catharina Cornaro    |            | |

- Vanaf 1489 komt het eiland onder Venetiaans bewind
- In 1485 draagt de verbannen koningin Charlotte haar rechten op de troon over aan Karel I van Savoye. Hij en zijn opvolgers, de Hertogen van Savoye, dragen vanaf dan ook de titel koning van Cyprus.
- In 1571 wordt Cyprus veroverd door het Ottomaanse Rijk